# Illumináció (film)
Az Illumináció (Iluminacja) Krzysztof Zanussi lengyel filmrendező 1973-ban bemutatott nagy hazai és nemzetközi sikereket aratott filmje.
Akkoriban játékfilmben szokatlan módon egyes jeleneteket megszakítva megjelennek neves lengyel tudósok, fizikusok, biológusok, sőt Szent Ágoston megvilágosodás fogalmának magyarázatához egy neves filozófus is.
A mai nézőknek korunk dramatizált, színészekkel eljátszott dokumentumjátékfilmek stílusa jut eszébe erről az egyedi megoldásról, azonban Zanussinak inkább a dramaturgiailag, színészileg megoldhatatlannak tűnő kérdéseken való átvezetés lehetett mindezzel a célja. És később ezt az ötletét terjesztette ki. Nyilván egyetlen ilyen bejátszás még szokatlanabb hatást keltett volna. Így Zanussi több kérdés kapcsán is eljátszott ezzel az ötlettel több szereplővel, vitával vagy anélkül, magyarázó ábrával illetve anélkül, többféle tudományterületet érintő kérdésekkel. Szervesen illeszkedve a film cselekményéhez (vitajelenet a fiatal fizikusok között) vagy szinte durván megszakítva a jelenetet bejátszásszerűen.
A film láttán egyáltalán nem meglepő az az életrajzi adat, hogy Zanussi eredetileg fizikát tanult a Varsói Egyetemen, majd filozófiát a krakkói Jagelló Egyetemen.

## Szereplők
- Franciszek Retman – Stanisław Latałło (Kern András)
- Agnieszka – Monika Dzienisiewicz-Olbrychska (Gaál Erzsébet)
- Małgorzata – Małgorzata Pritulak (Bánsági Ildikó)
- Orvos – Edward Żebrowski (Kristóf Tibor)
- Jan Wiszniewski, a beteg matematikus – Jan Skotnicki (Ujlaky László)
- Lány Franciszek álmában – Joanna Żółkowska
- Férfi Franciszek álmában – Ryszard Wachowski
- A felvételi bizottság tagja – Agnieszka Holland
- A vizsgabizottság tagja – Łukasz Turski
- Franciszek anyja – Jadwiga Colonna-Walewska
- Franciszekék kisfia – Marcin Latałło
- A matematikus édesanyja – Irena Horecka
- Fasiszta sofőr – Michal Tarkowski
- Munkás a televíziógyárban – Andrzej Mellin

További szereplők, bejátszásokban megszólaló fizikusok és egyéb neves lengyel tudósok:
- Władysław Tatarkiewicz professzor, filozófus (Benkő Gyula)
- Włodzimierz Zonn professzor, dékán, csillagász (Egri István)
- Bogdan Mielnik, fizikus
- Władysław Marek Turski, informatikus
- Włodzimierz Zawadzki, fizikus, tanársegéd az egyetemi laborban (Turgonyi Pál)
- Łukasz Turski, fizikus, a felvételi bizottság tagja (Inke László)
- Iwo Białynicki-Birula, fizikus
- Jerzy Mycielski, fizikus
- Marian Kupczyński, fizikus
- Sylwester Porowski, fizikus
- Wlodzimierz Wlodarski, közgazdász

Akkori fizika szakos egyetemisták: J. Golka (Iglódi István), M. Sawicki (Bozai József), K. Wódkiewicz, W. Rozmus, S. Wojciechowski
Továbbáː K. Ernst, J. Illasiewicz, A. Korniejewska, A. Mikulski, T. Misztela, W. Okrasa, Jacek Petrycki, H. Stefanska, K. Wojciechowska, Jerzy Wolen, Zdzislaw Wardejn

## A történet
Franciszek egy kis vidéki városban, Pułtuskban élt és érettségizett, majd a Varsói Egyetem fizika szakára felvételizett. Szenvedélyesen érdeklődik a tudomány iránt, általában a világ iránt, és úgy érzi, érdeklődését elsősorban és leginkább a modern fizika tanulmányozásával elégíthetné ki. Kemény vitáik vannak nemcsak baráti társaságokban, de az egyetemista társaikkal, fiatal oktatókkal és idősebb professzorokkal is. Egy időben együtt jár a némileg egzaltált Agnieszkával, majd szakításuk után megismerkedik Małgorzatával.
Franek sorkatonai szolgálatát részletekben a nyári szünetben tölti. Małgosia itt keresi fel hogy segítségét kérje a terhessége megszakításához. Franciszek lebeszéli az abortuszról. Feleségül veszi, de hogy eltarthassa a családját, félbe kell hagynia az egyetemet.
Különböző munkahelyeken dolgozik. Először egy televíziógyárban. Emellett némi szerény díjazásért alváskutatásban is részt vesz, hogy némi plusz jövedelemre is szert tehessen. Végül egy pszichiátriai klinikán lesz képesítés nélküli ápoló. Jó viszonyba kerül orvos-pszichiáter főnökével, és összebarátkozik egy fiatal matematikussal, akinek agydaganat okozta epilepsziáját vizsgálták ki. A fiatal matematikus barátja halála mélységesen megrázza. Napokig csavarog a városban anélkül, hogy felesége tudná, hol jár.
Miután anyagi helyzetük egy kissé javul, sikerül befejeznie az egyetemet, és gyakorlatvezetőként a tanszéken dolgozik tovább. Elnyer egy doktori ösztöndíjat. Mégis úgy érzi, éveket kell a lehető leggyorsabban behoznia és túlhajtja magát. Barátjához fordul hogy segítsen a tempója tartásához, de az orvos épp ellenkezőleg: lassításra inti. Különben szívpanaszai beláthatatlanul súlyosbodhatnak.
A kis család a Visztula partján kirándul. Franek a vízben állva átszellemült arccal figyeli a madarakat, a szép tájat. Mintha a Tatarkiewicz professzor által a film legelején körülírt megvilágosodás, illumináció jelenségét tapasztalná meg éppen.

## Díjak
- 1973 – Arany Leopárd, a Locarnói Nemzetközi Filmfesztivál fődíja

## A forgatási helyszínek
- Varsói Egyetem
- A Varsói Egyetem főkapuja
- Pułtusk, Rynek (Piac tér)
- Pułtuski vasútállomás
- A pułtuski Piotr Skarga gimnázium,
- Tátra, Kazalnica környéke, turistaház

## Hasonló
- Egy év kilenc napja Mihail Romm 1962-es, fizikusokról szóló filmje